# Хисси

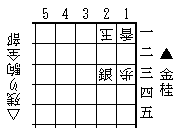
Пример: ход S’2с создал хисси.
Защиты от цумэ у белых нет.

- Хисси (яп. 必至 или 必死) — задача на неизбежный мат в сёги. Формулируется с помощью диаграммы, на которой показана позиция на доске, фигуры в руке у атакующей стороны и количество ходов до решения. Король атакующей стороны обычно не показывается.

- Также, хисси — это позиция, в которой соответствующая задача имеет решение. Например, хисси в 1 ход (кратко, просто хисси) — это цумэро (то есть, угроза цумэ), от которого нет защиты.

Фактически для решения задачи хисси необходимо решить и все получающиеся после всевозможных защит противника цумэ-сёги. Этот момент может вызвать затруднения у начинающих, поэтому решать задачи на хисси рекомендуется лишь тем, кто уже научился относительно легко решать цумэ-сёги в 11-15 ходов.

## Правила решения хисси
- Результатом решения является позиция после нешахового хода атакующей стороны (яп. 攻め方 сэмэката), в которой как бы противник ни ответил, далее он получит цумэ (мат в результате непрерывной серии шахов).
- Указанное в задаче число ходов определяет количество ходов до этой позиции, а не до мата. Иными словами, за столько ходов позиция должна превратиться в цумэ-сёги (любой длины).
- Каждый ход сэмэката должен быть или шахом или цумэро. При этом последний ход решения обязан быть нешаховым.

- Обе стороны должны делать лучшие из возможных ходов.

Это означает, что атакующий должен получить позицию неизбежного мата за наименьшее число ходов, используя как можно меньше фигур из руки. Защищающийся, в свою очередь, должен продлить сопротивление на наибольшее число ходов и заставить атакующего сбросить как можно больше фигур.
- Защищающаяся сторона (яп. 玉方 гёкуката) может сбрасывать любую из оставшихся фигур.

В хисси используется стандартный набор из 40 фигур. Все фигуры, кроме показанных в задаче и второго короля, считаются находящимися в руке у защищающегося и могут быть сброшены при его ходе.
- Защищающаяся сторона не должна делать бесполезных вставок.

Вставкой называется блокировка шаха фигурой, сброшенной из руки. Если такая вставка не приводит к изменению хода решения (атакующий просто забирает фигуру), то она считается бесполезной. Поскольку в этом случае происходит бессмысленное удлинение решения, такая ситуация запрещается.

## Значение
В отличие от цумэ-сёги, в хисси тренируется уже не расчёт форсированных вариантов, а умение следующего уровня: создавать цумэро, от которых сложно или невозможно защититься. Поэтому упор тут делается на учёт способов защиты, а не на форсированные варианты.
В отличие от обычных шахмат, в которых партии зачастую проходят без прямой атаки на короля, партия в сёги как правило заканчивается матовой атакой. В эндшпилях партий близких по силе соперников обычно происходит сэмэай — «матовая гонка» с обоюдными прямыми атаками на королей. Решение хисси позволяет тренировать навыки создания в такой ситуации позиций, ведущих к мату, что значительно улучшает игру в ёсэ.

## Классификация
Известный мастер по составлению хисси, любительский рюо Такаси Канэко, делит формы хисси на 5 типов:
1. Численный перевес — цумэро, создаваемое несколькими фигурами, бьющими ключевую точку, которую противнику не защитить.
2. Двойное цумэро — когда одним ходом создаётся две угрозы цумэ, одновременной защиты от которых нет.
3. Отсутствие места для защиты — форма, в которой у противника нет свободного поля для сброса защитной фигуры.
4. Двойной шах — угроза одним ходом дать двумя фигурами шах и цумэ, защиты от которого нет.
5. Кирикаэси (яп. 切り返し «железнодорожная стрелка») — цумэро, любая защита от которого создаёт другое цумэро[1].

## Пословицы
- Короткое хисси лучше, чем длинное цумэ (яп. 長い詰みより短い必至 нагай цуми-ёри мидзикай хисси) (имеются в виду ситуации, когда свой король не в цумэро)